# Abhijit Mondal
Abhijit Mondal (Balurghat, 1 februari 1978) is een Indiaas voetbaldoelman. Sinds 2012 speelt hij voor East Bengal FC, dat hem in het najaar van 2014 verhuurde aan Chennaiyin FC.

## Erelijst

### MetDempo SC
| Competitie               | Winnaar | Winnaar    | Runner-up | Runner-up        |
| Competitie               | Aantal  | Jaren      | Aantal    | Jaren            |
| ------------------------ | ------- | ---------- | --------- | ---------------- |
| Nationaal                |         |            |           |                  |
| I-League                 | 2x      | 2008, 2010 |           |                  |
| National Football League | 2x      | 2005, 2007 |           |                  |
| Durand Cup               | 1x      | 2006       |           |                  |
| Federation Cup           | 1x      | 2004       | 1x        | 2008             |
| Indiase Supercup         | 2x      | 2008, 2010 | 3x        | 2005, 2007, 2009 |

### MetEast Bengal FC
| Competitie     | Winnaar | Winnaar | Runner-up | Runner-up |
| Competitie     | Aantal  | Jaren   | Aantal    | Jaren     |
| -------------- | ------- | ------- | --------- | --------- |
| Nationaal      |         |         |           |           |
| I-League       |         |         | 1x        | 2014      |
| IFA Shield     | 1x      | 2012    | 1x        | 2013      |
| Federation Cup | 1x      | 2012    |           |           |